# Anna Kárász
Anna Kárász (* 20. September 1991 in Dunaújváros) ist eine ungarische Kanutin.

## Karriere
Anna Kárász war bei Welt- und Europameisterschaften sehr erfolgreich. Sie sicherte sich ihren ersten Medaillengewinn bei den Europameisterschaften 2011 in Belgrad, bei denen sie im Vierer-Kajak über 500 Meter Zweite wurde. Ein Jahr darauf belegte sie in Zagreb auch im Zweier-Kajak über 1000 Meter mit Ninetta Vad den zweiten Platz bei den Europameisterschaften. 2013 wurde sie schließlich in Montemor-o-Velho im Vierer-Kajak auf der 500-Meter-Strecke erstmals Europameisterin. Diesen Titel verteidigte sie auch in Brandenburg an der Havel ein Jahr später erfolgreich, darüber hinaus belegte sie im Zweier-Kajak über 200 Meter mit Ninetta Vad den zweiten Platz. Ebenfalls 2014 gewann Kárász ihre ersten beiden Titel bei Weltmeisterschaften. In Moskau blieb sie mit Ninetta Vad im Zweier-Kajak auf der 200-Meter-Distanz ebenso siegreich wie mit dem Vierer-Kajak über 500 Meter. Nicht ganz so erfolgreich verliefen die Weltmeisterschaften 2015 in Mailand, bei denen sie mit dem Vierer-Kajak die Silbermedaille gewann. Mit Silber über 500 Meter gewann sie außerdem erstmals auch eine Medaille im Einer-Kajak. Bei den Europaspielen 2015 in Baku sicherte sich Kárász mit dem Vierer-Kajak den Titelgewinn, während sie mit Ninetta Vad im Zweier-Kajak über 500 Meter Dritte wurde. In den Saisons 2016 und 2017 blieb Kárász ohne Podiumsplatzierungen bei Meisterschaftsrennen.
2018 war sie dann wieder erfolgreich, insbesondere mit dem Vierer-Kajak auf der 500-Meter-Distanz. In Belgrad gelang ebenso der Gewinn der Europameisterschaft wie in Montemor-o-Velho der Gewinn des Weltmeistertitels. Sie wurde außerdem auch mit Danuta Kozák im Zweier-Kajak über 500 Meter Weltmeisterin. In der anschließenden Saison vertrat Kárász Ungarn bei den Europaspielen 2019 in Minsk ein weiteres Mal und belegte dort mit Kozák im Zweier-Kajak über 500 Meter den zweiten Platz. Mit dem Vierer-Kajak sicherte sie sich dagegen wie schon 2015 die Goldmedaille. Mit diesem folgte 2021 ein weiterer Titelgewinn bei den Europameisterschaften in Posen sowie der Gewinn der Silbermedaille bei den Weltmeisterschaften in Kopenhagen.
Bei den ebenfalls 2021 ausgetragenen Olympischen Spielen 2020 in Tokio ging Kárász in zwei Wettbewerben an den Start. Im Wettkampf im Einer-Kajak auf der 200-Meter-Strecke zog sie nach einem zweiten Platz im Vorlauf direkt ins Halbfinale ein, kam dort in ihrem Lauf jedoch nicht über den achten und damit letzten Platz hinaus. Auch das B-Finale schloss sie unter den sieben Starterinnen als Letzte ab und belegte so im Gesamtklassement den 16. Platz. Wesentlich erfolgreicher verlief für Kárász der Wettkampf im Vierer-Kajak auf der 500-Meter-Distanz, den sie mit Danuta Kozák, Tamara Csipes und Dóra Bodonyi bestritt. Auch bei diesem Wettkampf gewannen die Ungarinnen sowohl den Vor- als auch den Halbfinallauf. Im Endlauf setzten sie sich mit einer Laufzeit von 1:35,463 Minuten vor der Mannschaft aus Belarus und den polnischen Kanutinnen durch und wurden Olympiasiegerinnen. Nach 2012 und 2016 gelang es den Ungarinnen somit zum dritten Mal in Folge, sich in dieser Disziplin die olympische Goldmedaille zu sichern.
Für ihren Olympiasieg wurde ihr 2021 das Offizierskreuz des Ungarischen Verdienstordens verliehen.